# Goldegg im Pongau
Goldegg, auch Goldegg im Pongau, ist eine Gemeinde mit 2736 Einwohnern (Stand 1. Jänner 2025) im Bezirk St. Johann im Pongau im Salzburger Land in Österreich.

## Geographie

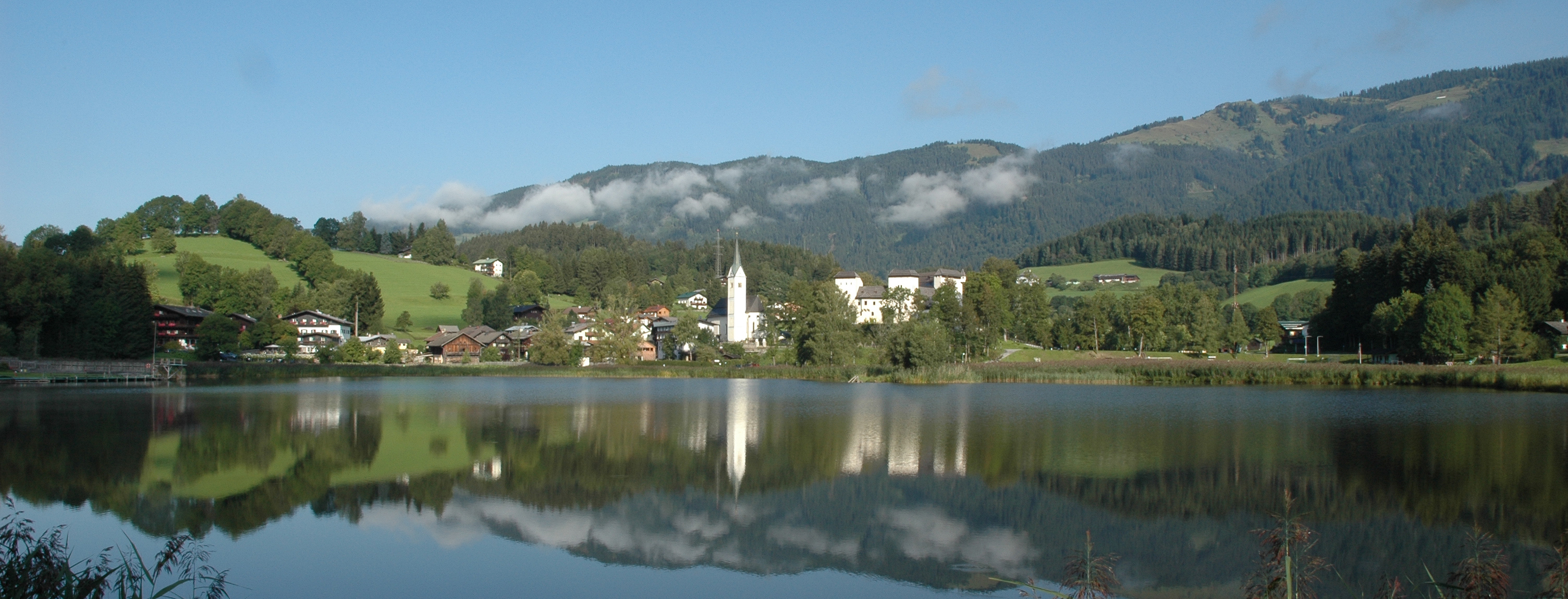
Goldegg im Pongau mit dem Goldegger See

Goldegg liegt über der Salzach im Salzburger Land. Es ist die westlichste und damit oberste der zum Bezirk Pongau gehörenden Gemeinden im Salzachtal. Flussaufwärts liegt Lend (Salzburg) im Pinzgau, flussabwärts Schwarzach im Pongau. Goldegg liegt auf der Nordseite der Salzach vor allem in zwei Seitentälern, deren Bäche östlich des Gemeindegebietes in die Salzach münden: Der Seebach entfließt dem nur 5 ha großen Goldegger See beim Zentralort Goldegg. Nördlich und parallel dazu fließt der längere Wenger Bach. Auf dem Höhenrücken zwischen beiden Tälern liegen verstreut die Höfe von Hasling und Schattau.

### Gemeindegliederung
Das Gemeindegebiet umfasst folgende 12 Ortschaften (in Klammern Einwohnerzahl Stand 1. Jänner 2025):
- Altenhof (420)
- Boden (100)
- Buchberg (57)
- Enkerbichl (67)
- Hasling (104)
- Hofmark (468)
- Maierhof (178)
- March (429)
- Mitterstein (48)
- Oberhof (145)
- Schattau (179)
- Weng (541)

Die Gemeinde besteht aus den Katastralgemeinden Buchberg, Goldegg und Weng.

### Nachbargemeinden
| Dienten am Hochkönig (ZE) | Mühlbach am Hochkönig                       | Sankt Veit im Pongau |
| Taxenbach (ZE)            | Kompassrose, die auf Nachbargemeinden zeigt | Schwarzach im Pongau |
| Lend (ZE)                 | Sankt Veit im Pongau                        |                      |

## Geschichte
Auf einer Hangterrasse über der Salzach zwischen Schwarzach und Taxenbach wurde eine keltisch-römische Höhensiedlung der Ambisonten aus der Latènezeit gefunden. Von hier führte eine Passstraße durch das Gasteinertal bis nach Teurnia in Kärnten. An zwei Seiten wurde die Siedlung durch Felsabbrüche geschützt, die beiden anderen Seiten besaßen eine Trockensteinmauer mit einer Toranlage zur Verteidigung. Die Siedlung wurde auch noch in der Römerzeit bis mindestens 200 n. Chr. benutzt. Zahlreiche durch Aufprall verformte keltische Eisen-Pfeilspitzen und Schildbuckel mit Hiebbeschädigungen weisen auf kriegerische Ereignisse in und um die Anlage hin. Eine zeitliche Verbindung zur römischen Eroberung des Gebietes kann auf Grund der Funddatierung als gesichert angenommen werden. Die Fundobjekte befinden sich heute im Salzburger Museum Carolino Augusteum.
Das vermutlich im 14. Jahrhundert errichtete Schloss Goldegg wurde 1821 in ein K.u.K-Rentamts-Gebäude und die wohl ehemalige Schlosskapelle wurde zum Gerichtsdienerhaus umgebaut. Bis 1854 war das Schloss Sitz des Salzburgerischen Pflegegerichtsbeamten. Kaiser Franz Josef schenkte 1856 die Innenausstattung des Rittersaals dem Museum Carolino Augusteum.
1850 kam es zur Gründung der Gemeinden Goldegg und Weng. Weng wurde 1938 nach Goldegg eingemeindet.

### Die Goldegger Deserteure

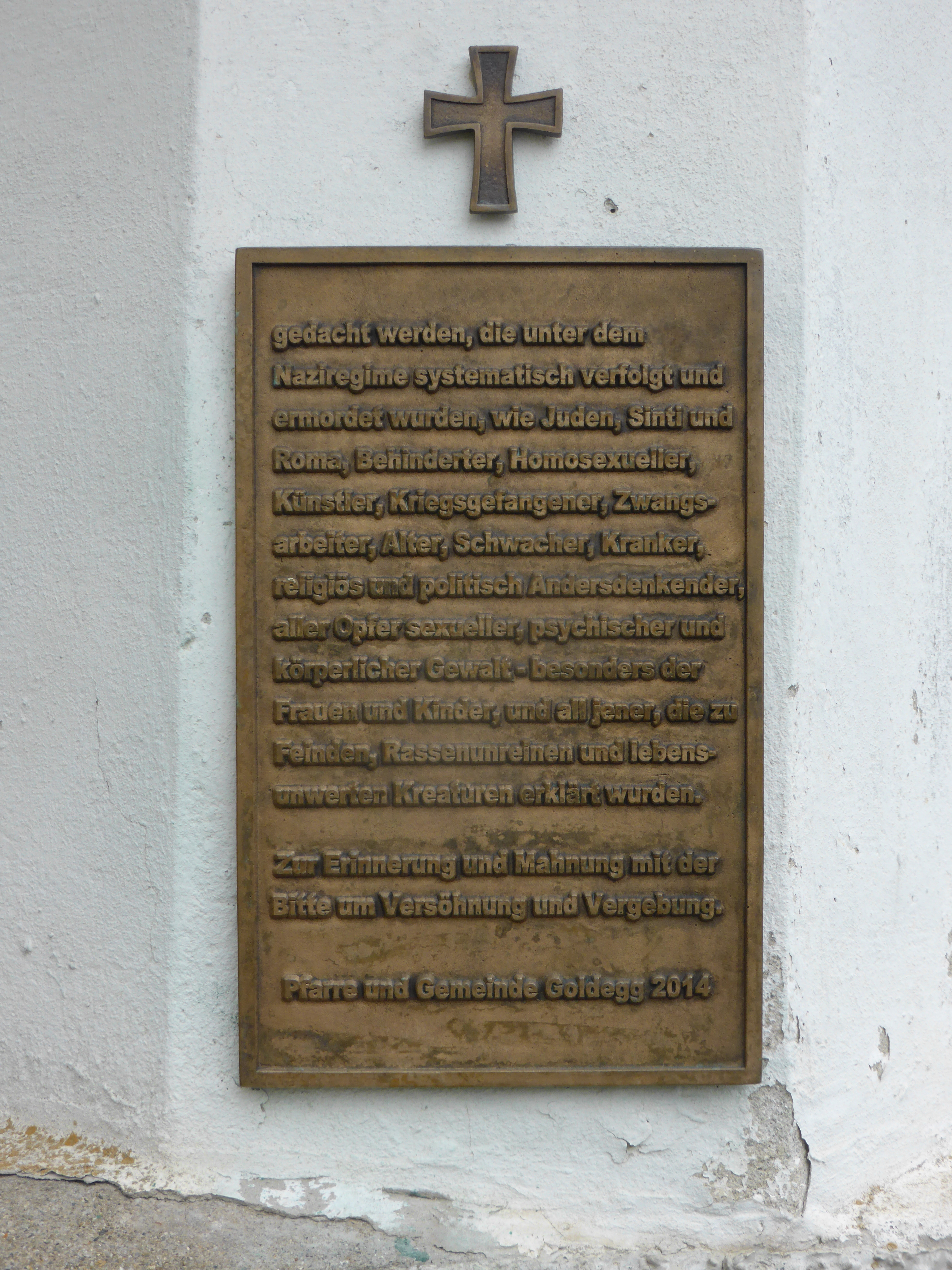
Gedenktafel für die Verfolgten des Nationalsozialismus in Goldegg.

Zur Zeit des Nationalsozialismus und des Zweiten Weltkriegs schlossen sich sechs einheimische Regimegegner um den Bauern Karl Rupitsch zusammen und entzogen sich dem Kriegsdienst, indem sie sich ab Herbst 1943 in den Bergen nahe dem Ortsteil Weng vor den Nationalsozialisten versteckten. Sie verband die Überzeugung, nichts mit dem NS-Regime gemein zu haben und nicht an seinen Grausamkeiten beteiligt sein zu wollen. Die „Goldegger Deserteure“ überlebten zunächst und konnten sich dank Helfern aus der Bevölkerung mehrfach der Verhaftung durch die örtliche Gestapo entziehen. Erst am 2. Juli 1944 wurden sie und etliche ihrer Unterstützer im Rahmen einer groß angelegten Razzia durch ein 1000 Mann starkes SS-Bataillon aus Hallein gefasst. Dabei wurden zwei völlig unbeteiligte Bauernsöhne, Simon und Alois Hochleitner, nahe dem Böndlsee rücklings ermordet, um ihre Schwester zu zwingen, den Aufenthaltsort Karl Rupitschs zu verraten. Insgesamt kamen bei der Aktion 14 Menschen ums Leben, etwa 40 weitere wurden in Konzentrationslager deportiert, wo etliche von ihnen ebenfalls ums Leben kamen. Karl Rupitsch, Alois Buder, Kaspar Wind und August Egger wurden am 28. Oktober 1944 im KZ Mauthausen gehängt.
Verantwortlich für die Gräueltaten während der Razzia in Goldegg waren die Gestapo-Beamten und SS-Männer Georg König und Josef Erdmann, die sich beide nach dem Krieg nach Deutschland absetzten und sich so der österreichischen Justiz entzogen. Nur König wurde später in Köln wegen anderer Vergehen zu zweieinhalb Jahren Haft verurteilt. Österreich verzichtete auf seine Auslieferung, da er inzwischen die deutsche Staatsbürgerschaft angenommen hatte. Ehemalige NS-Funktionäre in Goldegg setzten nach dem Krieg eine Legende in die Welt, die geradezu eine Täter-Opfer-Umkehr darstellte: Sie behaupteten, ganz Goldegg sei wegen der Deserteure von der Deportation bedroht gewesen und nur ihre Fürsprache bei höheren Parteistellen habe dies verhindert. Diese nie belegte Geschichte führte dazu, dass die Goldegger bis in die jüngste Vergangenheit geteilter Meinung über die Deserteure waren. Die Einwohner des Ortsteils Goldegg sprachen sich mehrheitlich gegen sie, die des Ortsteils Weng jedoch überwiegend für sie aus.
Bis in die Gegenwart tut sich die Gemeinde Goldegg schwer mit der Erinnerung an die Deserteure. Nach langen Diskussionen zwischen noch lebenden Angehörigen und Opfern und der übrigen Bevölkerung wurden im Sommer 2014 zwei Kupfergedenktafeln an den beiden Säulen des Friedhofeingangs angebracht. Da die Gemeindevertretung sich jahrelang einem offiziellen Gedenken verweigerte, ergriff die Tochter des ermordeten Karl Rupitsch die Initiative und entwickelte mit dem Bildhauer Anton Thuswaldner und dem Historiker Michael Mooslechner das Konzept eines Epitaphs für die Opfer. Der Gedenkstein wurde im August 2014 auf dem Areal des Rehabilitationszentrums Goldegg enthüllt, nachdem die Gemeinde einer Aufstellung im Schlosshof nicht zugestimmt hatte. Unbekannte Täter schändeten dieses Denkmal im September 2018. Erst kurz zuvor hatte die Gemeindevertretung beschlossen, den Teil der Ortschronik, der sich mit den Deserteuren beschäftigt und diese bis dahin als „Landplage“ bezeichnet hatte, neu zu verfassen.
Die Schriftstellerin Hanna Sukare verarbeitete die Ereignisse der NS-Zeit und ihre Folgen in dem 2018 veröffentlichten Roman Schwedenreiter, in dem das fiktive Dorf „Stumpf“ für Goldegg steht. Ausführliche Informationen über die Goldegger Deserteure und den Gedenkstein sind auf der Homepage des „Vereins der Freunde des Deserteurdenkmals in Goldegg – Plattform für regionale Erinnerungskultur“ zu finden.

### Bevölkerungsentwicklung
Die Bevölkerungszahl nimmt in den letzten Jahrzehnten stark zu, da sowohl die Geburtenbilanz als auch die Wanderungsbilanz positiv sind.

## Politik

### Gemeinderat
| Gemeinderatswahl 2024Wahlbeteiligung: 78,1 % 706050403020100 67,7 % (+17,3 %p)16,5 % (+4,8 %p)15,8 % (+4,2 %p)n. k. % (−26,4 %p) ÖVPSPÖFPÖBIG20192024 |

Seit den Wahlen 2019 hat der Gemeinderat 19 Mitglieder, zuvor waren es 17.
- Mit den Gemeindevertretungs- und Bürgermeisterwahlen in Salzburg 2004 hatte die Gemeindevertretung folgende Verteilung: 9 ÖVP, 4 BIG, 3 SPÖ, und 1 FPÖ.
- Mit den Gemeindevertretungs- und Bürgermeisterwahlen in Salzburg 2009 hatte die Gemeindevertretung folgende Verteilung: 9 ÖVP, 4 SPÖ, 2 BIG, und 2 FPÖ.[10]
- Mit den Gemeindevertretungs- und Bürgermeisterwahlen in Salzburg 2014 hatte die Gemeindevertretung folgende Verteilung: 8 ÖVP, 4 SPÖ, 3 BIG, und 2 FPÖ. (17 Mitglieder)[11]
- Mit den Gemeindevertretungs- und Bürgermeisterwahlen in Salzburg 2019 hatte die Gemeindevertretung folgende Verteilung: 10 ÖVP, 5 BIG, 2 SPÖ, und 2 FPÖ.[12]
- Mit den Gemeindevertretungs- und Bürgermeisterwahlen in Salzburg 2024 hat die Gemeindevertretung folgende Verteilung: 13 ÖVP, 3 SPÖ und 3 FPÖ.[13]

### Bürgermeister
- 1970–1988 Adam Stadler[14]
- 1988–2008 Alois Ammerer[15]
- 2008–2013 Hans Mayr[16]
- 2013–2019 Johann Fleißner (BIG)[17]
- seit 2019 Hannes Rainer (ÖVP)[18]

### Wappen
Das Wappen wurde der Gemeinde 1927 verliehen und zeigt: „Im roten Felde eine goldene Ecke (Spitze), belegt mit einem roten Lindwurmkopf und beiderseits begleitet von je einer goldenen Krone.“ Ursprünglich bestand das Wappen nur aus den roten Segmenten und dem goldfarbenen Stück, Lindwurm und Kronen stammen vom Wappen der ausgestorbenen Familie Schernberg, die Teile wurden erst durch die Familie Graf in das Wappen integriert.

## Kultur und Sehenswürdigkeiten

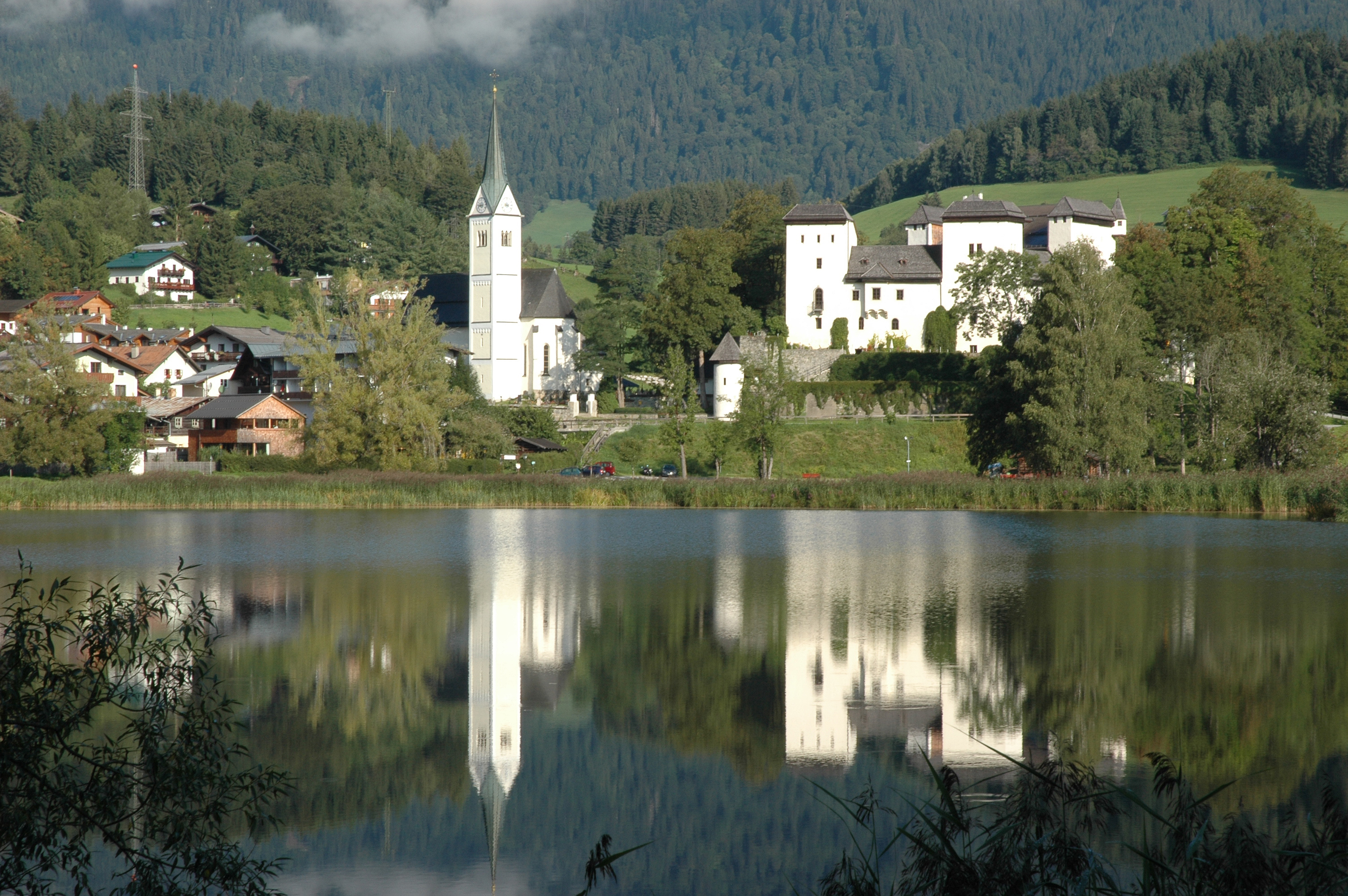
Pfarrkirche Goldegg im Pongau mit dem Schloss Goldegg am Goldegger See

- Schloss Goldegg: Im Schloss, das seit 1973 der Gemeinde gehört, werden unterschiedliche Kulturveranstaltungen angeboten. Das Schloss beherbergt das Pongauer Heimatmuseum. Seit 2012 wird regelmäßig im September ein Thomas Bernhard Festival durchgeführt.[20]
- Katholische Pfarrkirche Goldegg im Pongau hl. Georg
- Filialkirche hl. Anna in Weng
- Pongauer Heimatmuseum
- Ansitz Judenhof[21]
- Drei Buchen (Naturdenkmal)
- Goldegger See
- Böndlsee

## Wirtschaft und Infrastruktur
| Von den rund 440 Arbeitsplätzen in der Gemeinde entfielen jeweils zwanzig Prozent auf die Landwirtschaft und auf den Produktionssektor, sechzig Prozent auf den Dienstleistungssektor. Darin waren die sozialen und öffentlichen Dienste der größte Arbeitgeber (Stand 2011). Im Jahr 2011 wohnten etwa 1250 Erwerbstätige in Goldegg. Davon arbeitete weniger als ein Viertel in der Gemeinde, drei Viertel pendelten aus. Sie blieben jedoch größtenteils im Bezirk St. Johann. Aus der Umgebung kamen 150 Menschen zur Arbeit nach Goldegg. | Die zur Anzeige dieser Grafik verwendete Erweiterung wurde dauerhaft deaktiviert. Wir arbeiten aktuell daran, diese und weitere betroffene Grafiken auf ein neues Format umzustellen. (Mehr dazu) |

### Tourismus
Das Skigebiet Goldegger Buchberg gehört zur Salzburger Sportwelt im Schiverbund Ski amadé und hat etwa 10 km Piste, mit 4 Schleppliften. In den Jahren 2010 bis 2019 zählte die Gemeinde jährlich 85.000 bis 90.000 Übernachtungen. Der stärkste Monat ist der Februar mit 12.000 Übernachtungen, gefolgt von Juli und August mit jeweils 11.000.

## Persönlichkeiten
- Theresia Fletschberger (* 1951), Politikerin (ÖVP)
- Chiara Kreuzer, geb. Hölzl (* 1997), Skispringerin und jüngste Medaillengewinnern für Österreich bei Nordischen Skiweltmeisterschaften
- Balthasar Kaltner (1844–1918), Bischof von Gurk und Erzbischof von Salzburg.
- Hans Mayr (* 1960), Salzburger Regionalpolitiker (ÖVP/Team Stronach)
- Maximilian O’Donell von Tyrconell (1812–1895), k. k. Kämmerer, Feldmarschalleutnant und Lebensretter Kaiser Franz-Josephs
- Sepp Schellhorn (* 1967), Gastronom und Politiker, wuchs in Goldegg auf und betreibt dort zwei Gastronomiebetriebe
- Cyriak Schwaighofer (* 1950), Salzburger Regionalpolitiker (Grüne)
- Josef Voithofer (1895–1982), Nationalratsabgeordneter der SPÖ